# Lettische Badmintonmeisterschaft 2014
Die Lettische Badmintonmeisterschaft 2014 fand vom 1. bis zum 2. Februar 2014 in Riga statt.

## Medaillengewinner
| Disziplin    | Gold                             | Silber                              | Bronze                                 |
| ------------ | -------------------------------- | ----------------------------------- | -------------------------------------- |
| Herreneinzel | Kārlis Vidass                    | Reinis Krauklis                     | Edijs Līviņš                           |
| Dameneinzel  | Kristīne Šefere                  | Ieva Pope                           | Monika Radovska                        |
| Herrendoppel | Guntis Lavrinovičs Kārlis Vidass | Edijs Līviņš Toms Preinbergs        | Kristaps Jānis Gulbis Teodors Kerimovs |
| Damendoppel  | Ieva Pope Kristīne Šefere        | Monika Radovska Jekaterina Romanova | Aļesja Hodakovska Aija Pope            |
| Mixed        | Kārlis Vidass Monika Radovska    | Toms Preinbergs Aļesja Hodakovska   | Edijs Līviņš Aija Pope                 |